# Aulacocephalus temminckii
Aulacocephalus temminckii är en fiskart som beskrevs av Bleeker, 1854. Aulacocephalus temminckii ingår i släktet Aulacocephalus och familjen havsabborrfiskar. Inga underarter finns listade.

## Bildgalleri

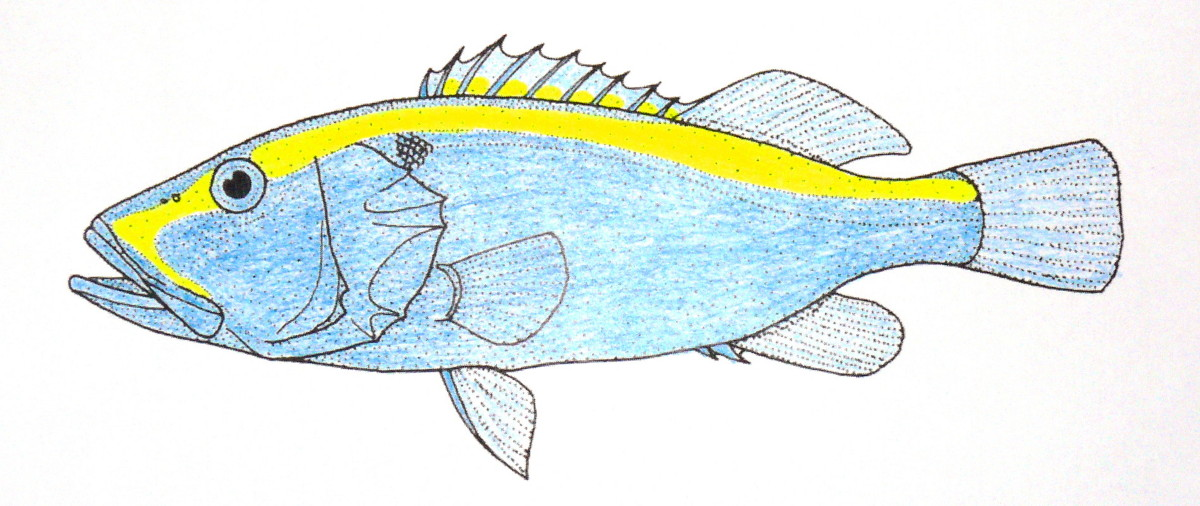